# Johann Nikolaus Buek
Johannes Nicolaus Buek ( 1736 , Hamburgo - 1812 , Fráncfort del Óder ) fue un farmacéutico y botánico alemán.

## Vida
Johann Nicolaus era el padre del hamburgues horticultor comercial y botánico Johann Nicolaus Buek II (1779–1856). Otro de sus hijos fue jardinero de la Corte imperial de San Petersburgo.

## Honores

### Epónimos
- (Cyperaceae) Buekia Nees[1]
- (Zingiberaceae)  Buekia Giseke[2]

## Algunas publicaciones
- 1779. Verzeichni ︣von in- und ausländischen Bäumen, Sträuchern, Pflanzen und Saamen so zu bekommen bey Johann Nicolaus Buek in Hamburg (Lista de productos nacionales y árboles para obtener arbustos, plantas y semillas, que trabaja Johann Nicolaus Buek en Hamburgo). Ed. Förster. 200 pp. En línea

- La abreviatura «J.N.Buek» se emplea para indicar a Johann Nikolaus Buek como autoridad en la descripción y clasificación científica de los vegetales.[3]